# المركز الملكي للبحوث والدراسات الإسلامية
المركز الملكي للبحوث والدراسات الإسلامية هو مركز أبحاث يتبع مؤسسة آل البيت الملكية للفكر الإسلامي، التي هي مؤسسة إسلامية غير حكومية مقرها في عمان، عاصمة المملكة الأردنية الهاشمية.

## من منشورات المركز
تشمل منشوراته:
1. كلمة سواء[1]
2. رسالة عمان[2]
3. كتاب الأربعين في رحمة الدين
4. الكتاب الجامع لفضائل القرآن الكريم
5. كتاب فضائل الذكر
6. ذكر الله في التعليم - تأليف: أريج غازي
7. الكتب المكوِّنة للفكر الإسلامي السني - تأليف: علي جمعة
8. الدولة الإسلامية المدنية
9. تعداد الضحايا: استعراض كمي للعنف السياسي عبر الحضارات العالمية - تأليف: ناويد شيخ
10. الحصانة المدنية في الفكر الاستراتيجي الإسلامي التأسيسي: تحقيق تاريخي - تأليف: جويل هيوارد
11. القرآن الكريم والبيئة
12. الحب في القرآن الكريم (وهو بالعربية والإنجليزية) - تأليف: غازي بن محمد
13. الإسلام والسلام (وهو بالإنجليزية بعنوان Islam and Peace) - تأليف: إبراهيم قالين
14. العقل والعقلانية في القرآن (وهو بالعربية والإنجليزية والفرنسية) - تأليف: إبراهيم قالين
15. الحرب في القرآن[3] (وهو بالإنجليزية بعنوان Warfare in the Quran) - تأليف: جويل هيوارد
16. الجهاد وقوانين الحرب في الإسلام (وهو بالإنجليزية بعنوان Jihad and the Islamic Law of War)
17. مفاتيح القدس (وهو بالإنجليزية بعنوان Keys to Jerusalem)
18. المسلمون الـ500 الأكثر تأثيرًا في العالم (إصدار سنوي بالإنجليزية بعنوان The Muslim 500: The World's 500 Most Influential Muslims)[4][5]

## وصلات خارجية
- الموقع الرسمي